# Conceição do Araguaia (microregio)
Conceição do Araguaia is een van de 22 microregio's van de Braziliaanse deelstaat Pará. Zij ligt in de mesoregio Sudeste Paraense en grenst aan de microregio's Redenção, São Félix do Xingu, Norte Araguaia (MT), Araguaína (TO), Miracema do Tocantins (TO) en Rio Formoso (TO).  De oostgrens van de microregio wordt gevormd door de Araguaia. De microregio heeft een oppervlakte van ca. 31.195 km². In 2006 werd het inwoneraantal geschat op 115.950.
Vier gemeenten behoren tot deze microregio:
- Conceição do Araguaia
- Floresta do Araguaia
- Santa Maria das Barreiras
- Santana do Araguaia

Mesoregio's: Baixo Amazonas · Marajó · Metropolitana de Belém · Nordeste Paraense · Sudeste Paraense · Sudoeste Paraense

Microregio's: Almerim · Altamira · Arari · Belém · Bragantina · Cametá · Castanhal · Conceição do Araguaia · Furos de Breves · Guamá · Itaituba · Marabá · Óbidos · Paragominas · Parauapebas · Portel · Redenção · Salgado · Santarém · São Félix do Xingu · Tomé-Açu · Tucuruí